# Cremosperma veraguanum
Cremosperma veraguanum är en tvåhjärtbladig växtart som beskrevs av Wiehler. Cremosperma veraguanum ingår i släktet Cremosperma och familjen Gesneriaceae. Inga underarter finns listade i Catalogue of Life.